# Чавдарче
Чавдарські загони в Народній республіці Болгарія (одн. чавдарче, мн. чавдарчета; українською — чавдарчата) — колишня дитяча організація в НРБ, приблизний аналог радянських жовтенят. Членами організації були діти з 1-го до 3-го класу початкової школи (віком від 6 до 10 років).
Діяльністю чавдарських груп керували класні керівники дітей, організація Септемврійче (аналог радянських піонерів) та відділи роботи з дітьми міськкомів БКП на місцях. Основною метою організації було виховання дітей у дусі патріотизму та вірності ідеалам комунізму, БКП та СРСР.
Після закінчення перебування у чавдарчатах, від 4 до 8 класу діти перебували у Димитровській піонерській організації «Септемврійче» — піонерській організації НРБ, а старшокласники, солдати, студенти, робітнича та службова молодь — у ДКМС (комсомол).

## Покровитель та символи
Покровителем організації вважався воєвода Чавдар, який, згідно з народною легендою, був захисником бідняків. У роки Другої світової війни в Болгарії діяла партизанська бригада «Чавдар», командиром якої був Добрі Джуров, майбутній міністр оборони НРБ, а керівні пости в бригаді обіймали майбутній генеральний секретар ЦК БКП Тодор Живков, майбутні секретарі ЦК Димитр Станішев, Йордан Йотов та інші.
Символи Чавдарських загонів були такі:
- синя краватка, яку кожен чавдарче мав носити на шиї щодня. Його пов'язували члену організації через кілька тижнів після того, як він вступав до першого класу, на урочистій церемонії, часто перед пам'ятником борцям проти османського панування;
- значок із зображенням жовтого лева з смолоскипом на зеленому тлі та написом «Чавдарче», що носився на верхньому одязі. Знак необхідно було носити у свята та на урочисті церемонії, а в інші дні — за бажанням.
- біла феска із зеленим верхом та жовтим левом спереду, що нагадувала головні убори учасників болгарського ополчення[ru] XIX століття. Одягали лише у свята та на урочисті церемонії.
- зелений прапор з вишитим золотим левом, написом «Чета Чавдарче» та жовтою бахромою по краях, що нагадував за дизайном прапор повстанців проти османського панування. Прапор зберігали в школі і вивішували тільки на свята та на урочистих церемоніях.

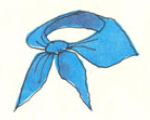
Чавдарська краватка
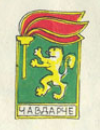
Чавдарський значок
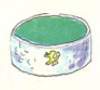
Чавдарський головний убір («калпак»)
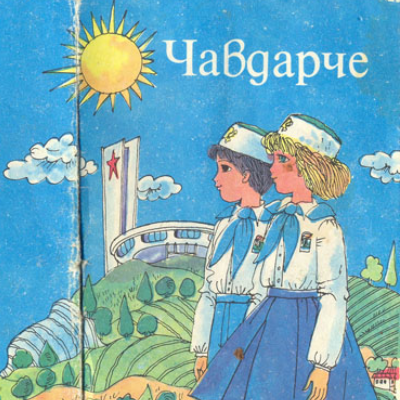
Чавдарчета на тлі Партійного меморіального будинку на Бузлуджі
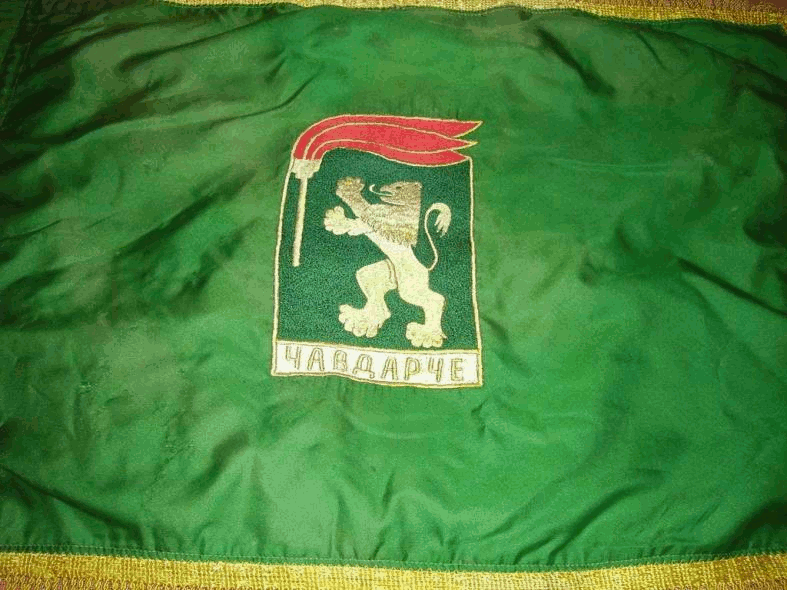
Чавдарський прапор
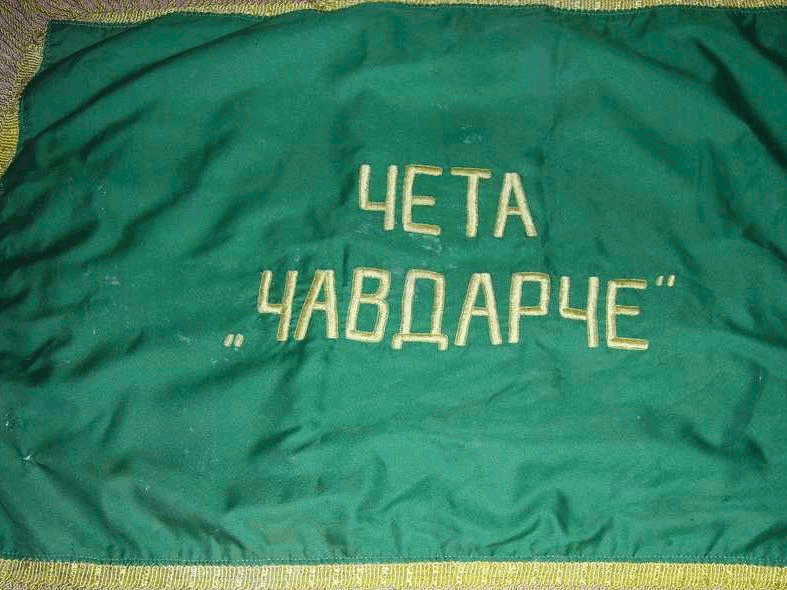
Зворотний бік чавдарського прапора
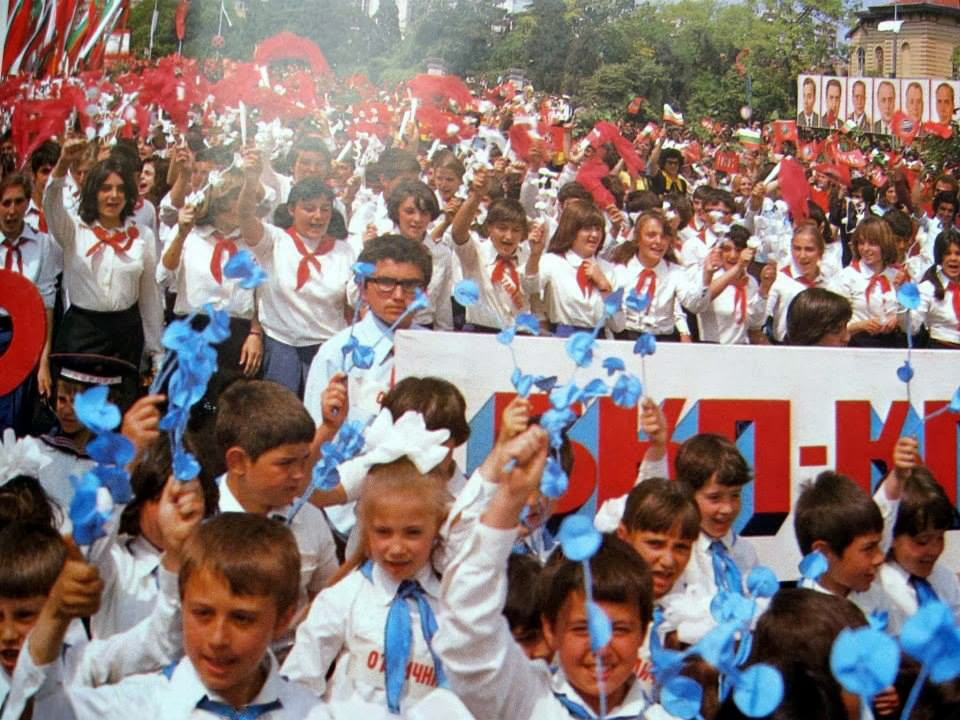
Чавдарчата (у синіх краватках) та піонери (у червоних краватках) на демонстрації у Варні

## Принципи чавдарчат
* Чавдарче любить вільну батьківщину, як свою матір.
- Чавдарче любить працю, першим приходить на допомогу.
- Маленькі чавдарчата - хороші товариші.
- Чавдарче - весела дитина, грає, співає, вчиться, читає.
- Чавдарче чемно вітається, старих поважає.
- Чавдарче пам'ятає і вдома, й на уроках: «Я стану піонером!»— Із книжки члена чавдарських загонів